# 鄭恩
鄭 恩（てい おん、927年以降 - 960年代前半）は、後周から北宋初期にかけての武将。字は子明。
宋朝の正史である『宋史』に記載はなく、野史の『掖県県志』などに記載がある。
北宋初期の武将の張瓊がモデルであるとの説もある。趙匡胤を題材とした演劇やドラマなどに登場することでも知られる。

## 生涯
鄭恩は最初、後周の世宗柴栄に仕える将軍であり、趙匡胤とは同僚・義兄弟の仲であった。柴栄の死後、陳橋の変において趙匡胤の即位を助け、宋朝の成立に貢献。宋朝成立後も、武将として戦功を立て続けた。しかし、自身は元来粗野で向こう見ずな性格であり、君臣の礼をわきまえておらず、やがて趙匡胤の怒りを買い、処刑されてしまった。その後趙匡胤は鄭恩の処刑を後悔し、その子孫を厚遇した。

## 登場作品
演劇
- 清油河
- 倒挂油
- 普峪河口
- 打瓜園 鄭恩三春喜聯姻
- 三馬地
- 趙匡胤千里送京娘